# Halocarpus bidwillii
Halocarpus bidwillii là một loài thực vật hạt trần trong họ Thông tre. Loài này được (Hook.f. ex Kirk) C.J.Quinn miêu tả khoa học đầu tiên năm 1982.